# 將軍計劃
將軍計劃（希伯來語：תוכנית האלופים），是指前以色列退役將領喬拉·艾蘭德在以色列—哈馬斯戰爭期間所提出的圍城策略。該計劃旨在迫使北加沙省的居民全面撤離，將所有留在當地的平民視為軍事目標，並封鎖食物和藥品等必需品的供應。
該計劃曾獲以色列政府考慮，但未全面採納。然而，自2024年10月以來，已有跡象顯示以色列在北加沙圍城戰中部分實行此計劃。該策略因其潛在人道問題引發批評，部分意見甚至指責其涉及種族滅絕和種族清洗。

## 計劃

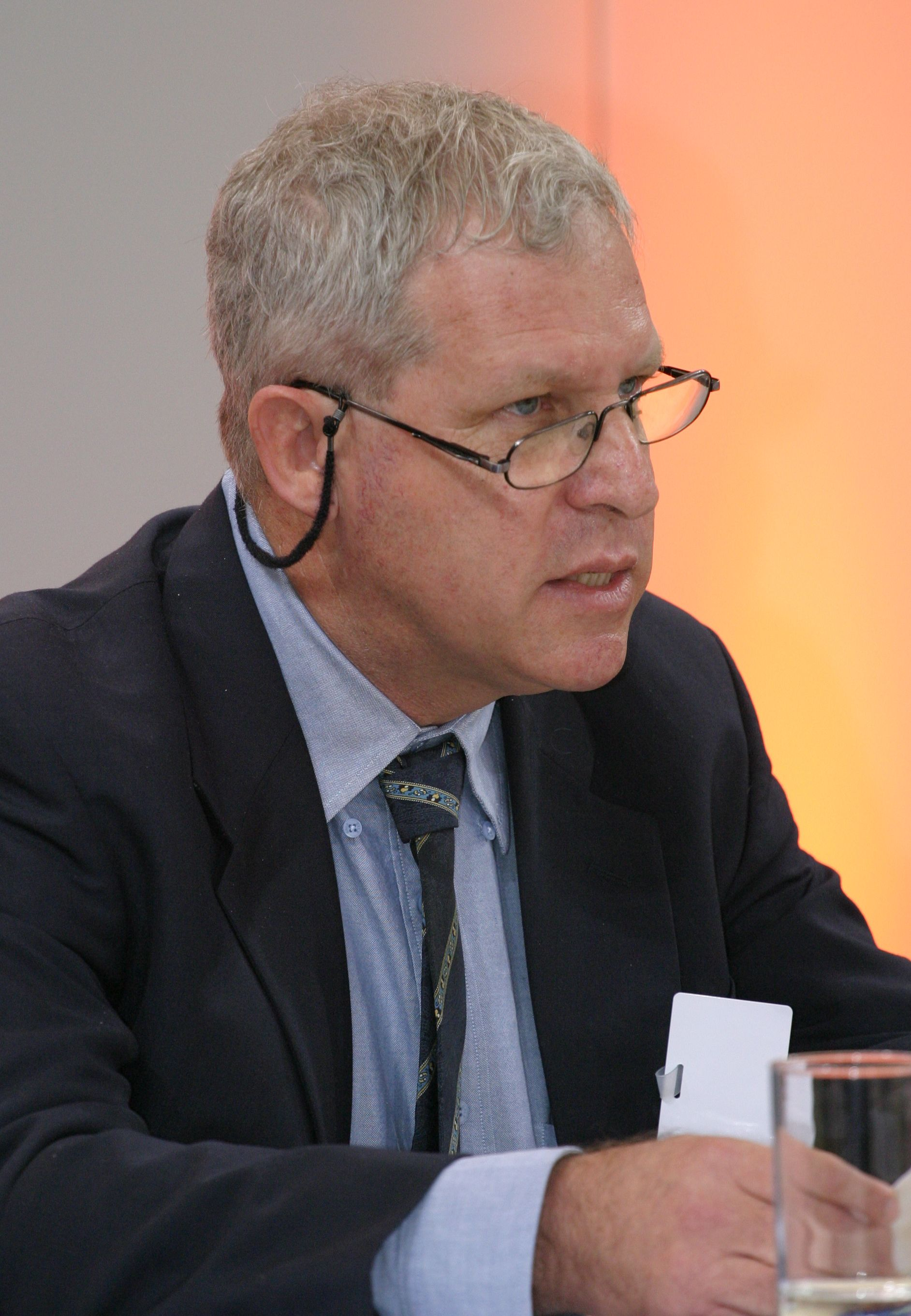
喬拉·艾蘭德，2004年

該計劃由退役少將、前國家安全委員會主席喬拉·艾蘭德構思，並由數名以色列退役將軍提交至以色列國會。該提案建議允許約30萬巴勒斯坦人於一週內撤離加沙北部三分之一地區，隨後將該區指定為軍事禁區。按照此策略，所有滯留者都會被視為戰鬥人員。按該計劃，隨後將實行全面封鎖，阻止包括藥品、燃料、食物及水等所有必要物資的進入，直至武裝分子投降，標誌著以色列在加沙北部地區軍事方針的重大改變。
根據計劃主設計者艾蘭德所述，此策略意在向巴勒斯坦武裝組織哈馬斯施壓，以確保自2023年10月7日以來被綁架的約百名以色列人質獲釋。該方案同時設想以色列對北加沙省的長期控制，建立一個哈馬斯勢力之外的行政管理區，實質上將加沙地帶一分為二。艾蘭德主張，該封鎖策略在軍事上既有效且符合國際法。他特別指出，計劃目標為削弱時任哈馬斯領袖葉海亞·辛瓦爾對「土地與尊嚴」的重視。艾蘭德表示，哈馬斯將「要麼投降，要麼挨餓」，並稱「並不需要以色列軍隊殺光北加沙所有人，因為缺水將使人無法生存。」
國家安全研究所表示，該計劃的提出是基於現有軍事手段未能確保人質釋放或摧毀哈馬斯的戰力。該計劃設計者指出領導層的評估與地面現況的差距，因此提出針對哈馬斯的四大資源：資金、人員、供應及意志的策略。
以色列國防軍為在賈巴利亞等地的行動辯護，稱此為應對哈馬斯武裝重新集結的必要措施。儘管以色列官方否認全面實施封鎖計劃，後續的軍事行動仍部分遵循此計劃的策略。

## 歷史

### 計劃構想及政府考慮
2024年4月，艾蘭德在接受《以色列時報》專訪時，對以色列在2023年哈馬斯襲擊以色列後的軍事策略提出全面批評，認為這忽略哈馬斯的游擊戰能力，並針對以色列單純依賴軍事施壓哈馬斯的策略提出多項修正意見。他指出加沙地帶對燃料、食物及水等基本物資的外部依賴，認為這些可用來更有效地施壓，並提出後來發展成「將軍計劃」的構想。其中包括對加沙地帶實施更嚴格的封鎖，並與美國武裝部隊合作，阻止重建哈馬斯控制下的加沙地帶。
2024年9月底，以色列總理本雅明·內塔尼亞胡在國會外交與國防委員會的閉門會議中，向以色列的軍事及政治高層展示完整的「將軍計劃」。該計劃作為數個可供內閣討論的選項之一提出。
這一策略在以色列政府內部引發矛盾，特別是極右翼內閣成員與軍方領導層之間的緊張關係。財政部長貝札雷·斯莫特里奇和國家安全部長伊塔馬爾·本-格維爾支持此計劃，視其為實現以色列永久控制加沙的手段；然而，國防部長約阿夫·加蘭特反對實施計劃。總理內塔尼亞胡的立場顯得模糊。儘管他的辦公室公開否認考慮此方案，政治分析人士推測，他可能默許部分計劃的實行，以維持極右翼聯盟夥伴的支持，尤其是在預算審批期限前的關鍵時刻。

### 實施

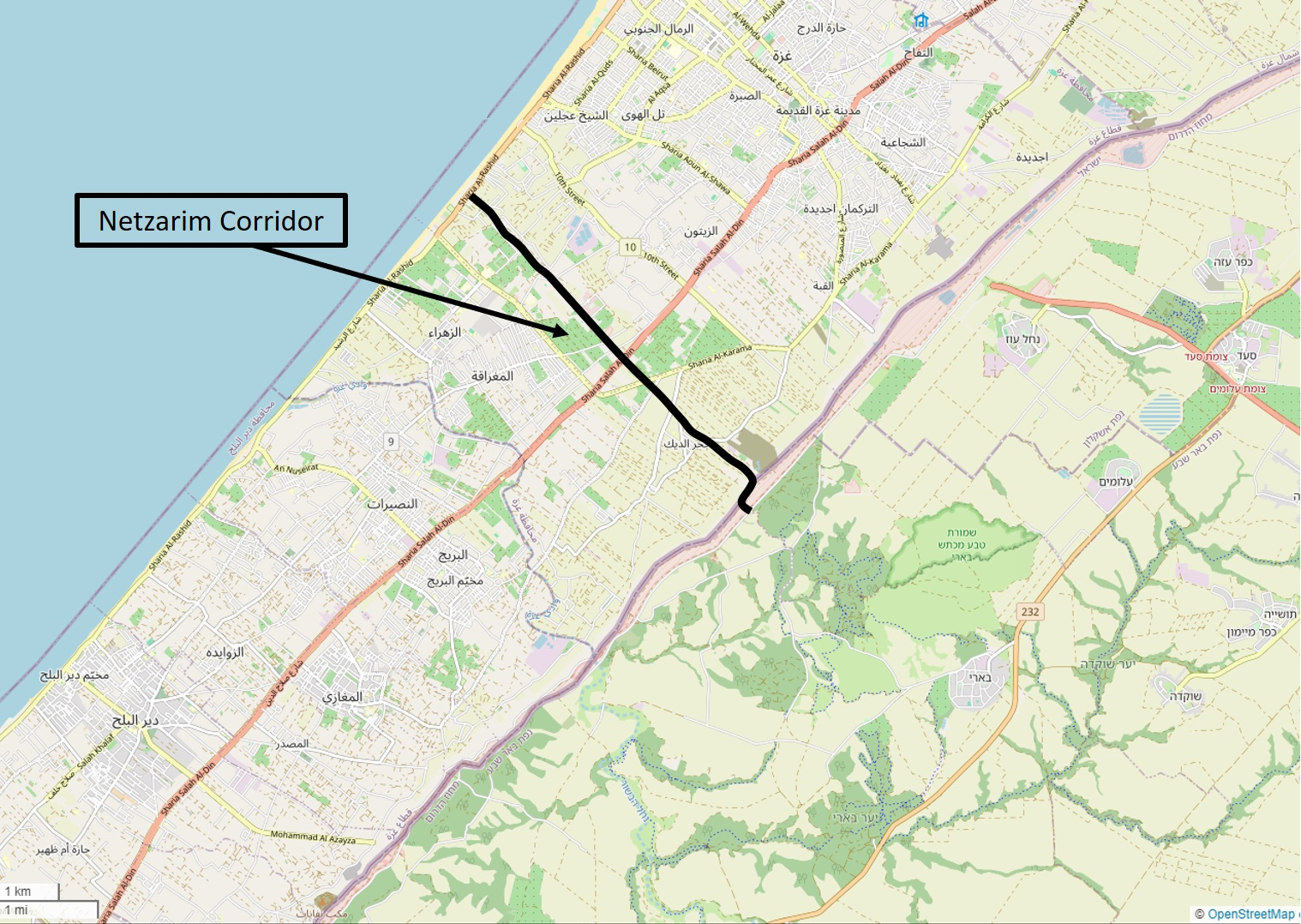
平民經內扎里姆走廊逃離北加沙

儘管以色列政府聲稱尚未正式批准全面執行該計劃，然而在軍事行動中已出現部分實行的跡象。到2024年初，以色列已在包括賈巴利亞難民營在內的地區展開行動，自2023年10月1日以來，進入北加沙的人道援助車輛顯著減少。此期間，僅約80輛援助車輛進入北加沙，與先前每日約60輛相比有明顯差距。
據CNN報導指，以色列軍方於2024年10月初採用「艾蘭特主導的『預備役指揮官與戰士論壇』」提出的計劃修改版，意圖全面封鎖並強制撤離北加沙所有平民，違者將格殺勿論。
2024年10月6日，以色列將北加沙，包括賈巴利亞在內，指定為戰區，並下令所有平民撤離。
10月7日，以色列國防軍向賈巴利亞、拜特哈嫩及拜特拉希耶的居民下達撤離指令，要求其向南轉移至馬瓦西人道區。然而，由於以色列持續轟炸及無人機追擊射擊，使逃離行動困難重重。居民反映賈巴利亞的所有通道均被封鎖，僅主幹道尚可通行，但無人機對逃離者射擊，一位居民描述：「這裡像地獄一樣，根本無法逃出去。」
以色列媒體報導顯示，成千上萬的巴勒斯坦人已通過內扎里姆走廊的以軍安檢站進入加沙南部。然而，2024年10月7日，聯合國發言人斯特凡·杜加里克表示，許多北加沙居民「被困」家中，僅少數家庭穿越瓦迪加沙前往南部。無國界醫生指出，至少5名員工被困於賈巴利亞，並稱「無人能進出，嘗試逃離的人都會遭射擊。」
2024年10月12日，以色列國防軍的阿拉伯語發言人向加沙北部「D5」區域居民發佈具體撤離命令，通知包含詳細地圖，標明通往指定人道區域的撤離路線，薩拉丁大道為主要通道，並警告後續將進行大規模軍事行動。此命令影響約40萬人，北加沙原有人口達140萬。撤離指令與軍事行動的實行方式契合「將軍計劃」的模式，包括針對特定區域的撤離命令、設立南行通道及限制返回撤離區域的措施。

## 人道問題
這項計劃引發國際觀察人士和人權組織的嚴重人道關切。批評者指出，該計劃違反國際法中禁止將食物作為武器的條款，並涉及強制撤離和種族清洗，成為國際法院針對以色列種族滅絕案件的指控依據之一。依據計劃的方針，自10月1日起，北加沙的食物援助已全面停止，2024年10月頭兩週幾乎沒有援助運送紀錄。世界糧食計劃署記錄主要援助通道的關閉情況。
北加沙的人道狀況已急遽惡化，約40萬人被困在區內，基本物資、食品與水愈加短缺，各區之間的移動受到嚴重限制。此外，因擔心無法再返回，僅少數巴勒斯坦人遵守撤離命令。
另外，北加沙多家醫院報告燃料不足，導致發電機無法運行，加劇了以色列持續轟炸造成的傷亡。一些基本服務如麵包店和流動廚房被迫停止營運。由於該計劃的實施使媒體進入加沙北部受限，國際記者基本無法進入該地區。
人權組織對此策略強烈批評。以色列多個民權組織組成的聯盟警告該計劃已秘密實行，指出其違反國際法。位於耶路撒冷的民權倡導組織個人保護中心的傑西卡·蒙特爾將這些策略形容為中世紀圍城戰術，批評其違反戰爭法的基本原則。

## 反應
許多北加沙的巴勒斯坦居民抗拒撤離令，選擇留下，即便環境惡化，他們擔心將會被永久驅逐。這一情況對老年人、病人以及無法或不願離開家園的脆弱人群影響尤為嚴重。許多巴勒斯坦人對遷往加沙南部心存疑慮，因當地已因擁擠的帳篷營地和對平民庇護所的持續轟炸而環境惡劣。其他人則因需要照料弱勢親屬而決定不離開。
哈馬斯將此計劃描述為種族滅絕，另有意見則稱計劃為對北加沙的種族清洗行為。

### 以色列
以色列軍事分析人士和梅贊人權中心表示，這是「將軍計劃」的第一階段。以色列人權組織Gisha、卜采萊姆、以色列醫師促進人權組織和Yesh Din表示，已有「令人擔憂的跡象」顯示以色列正部分推行該計劃。3名在加沙的以色列預備役士兵透露，他們認為該計劃確實在執行中。國家安全委員會前副主任埃蘭·埃齊翁稱該計劃是「戰爭罪」，並呼籲以色列士兵拒絕執行相關命令。

### 國際
多個聯合國機構警告，北加沙的人道危機因封鎖而加劇。巴勒斯坦人醫療援助組織對當地平民傷亡深表擔憂，而其他援助組織則記錄到供應基本物資的困難。
多哈研究所的公共政策教授塔梅爾·卡爾穆特在賈巴利亞圍城行動期間指出：「我們正在目睹另一波流離失所——另一場大逃亡。加沙的未來令人不安。我擔心接下來的發展，加沙地帶的人口重新分配已經開始。」
2024年10月，美國國務卿安東尼·布林肯和美國國防部長勞埃德·奧斯汀向以色列國防部長約阿夫·加蘭特和戰略事務部長羅恩·德默發函，要求以色列在30天內遵守美方提出的關於加沙人道援助通行的要求。此通牒包括潛在後果，若要求未被滿足，美方可能暫停對以色列的武器供應。

## 分析

### 效果
以色列國家安全研究所認為，該計劃建立在一些存在重大缺陷的假設之上。支持該計劃的人對圍困戰術在釋放人質方面的效果提出了值得商榷的結論，忽略先前人質釋放主要歸因於阿拉伯世界的公眾壓力，而非軍事威脅。此外，該策略可能對剩餘人質構成威脅，並未考慮到哈馬斯具備重建其實力的能力。研究所還提出法律和人道方面的憂慮，例如難以徹底完成平民撤離、國際法下的比例原則問題，以及損害以色列國際形象的風險，這些都構成了該計劃的重大阻礙。此外，如何防止哈馬斯武裝份子滲透人道庇護所或混入撤離人群中，也面臨實際執行的困難。

### 美國的介入
多哈研究所教授穆罕默德·埃爾馬斯里認為，美國政府的信函主要是一種「分散注意力」的策略，意在掩蓋政府在以色列於加沙所涉戰爭罪行中的共謀行為。他指出，這一外交干預的時機恰逢2024年美國總統大選逼近，阿拉伯裔和穆斯林裔美國選民在關鍵搖擺州的選舉結果中可能發揮舉足輕重的影響。
埃爾馬斯里還指出，該信函可能充當美國確保符合國際法及美國《萊希法》的紀錄文件。該信函側重於人道援助的通行權問題，可能是為了應對當前的緊急需求，同時避免觸及該衝突中更具爭議性的議題，例如美國對以色列的武器供應、強制撤離與平民傷亡等。他指出，先前美國的建議通常未被以色列重視，儘管自2023年10月加蘭特宣佈對加沙「全面封鎖」以來，國際上廣泛擔憂，但美國仍保持對以色列的強力軍事與外交支持。